# USS LST-896
USS LST-896 był okrętem desantowym czołgów typu LST-542. Jak wiele innych jednostek tego typu nie otrzymał nazwy jednostkowej i nosił tylko numer kadłuba.
Stępkę okrętu położono 6 października 1944 w Pittsburghu w stoczni Dravo Corp. Został zwodowany 18 listopada 1944, matką chrzestną była pani Russell D. Sttrouse. Wszedł do służby 20 października 1944, dowódcą został Lt. Vinton C. Vint.
Po zakończeniu II wojny światowej LST-896 pełnił służbę w siłach okupacyjnych na Dalekim Wschodzie i pełnił służbę w Chinach do początku grudnia 1945. Został wycofany ze służby 3 grudnia 1945 i skreślony z listy okrętów floty 3 stycznia 1946. Jego uszkodzony przez tajfun został zniszczony 8 marca 1946.